# Žilina (Kladnói járás)
Žilina település Csehországban, a Kladnói járásban. Žilina Kamenné Žehrovice, Tuchlovice, Družec, Lhota és Lány településekkel határos. Lakosainak száma 836 fő (2024. január 1.).

## Népesség
A település lakosságának változását az alábbi diagram mutatja:
| Lakosok száma | 556  | 632  | 685  | 668  | 705  | 699  | 792  | 823  | 847  | 836  |
|               | 1869 | 1890 | 1921 | 1950 | 1980 | 2001 | 2017 | 2019 | 2022 | 2024 |